# Lista das melhores universidades do mundo
A lista de melhores universidades do mundo é baseada em um sistema de classificação, instituído por diversos sites, composto por vários rankings, atualizados anualmente. O objetivo é servir como critério para classificar as melhores e mais prestigiadas instituições ao redor do mundo. Os principais são: Shanghai Jiao Tong University’s Institute of Higher Education, QS World University Rankings e World Ranking Universities.

## Classificação do Shanghai Jiao Tong University’s Institute of Higher Education
A seguinte lista mostra as primeiras 100 universidades do planeta classificadas de acordo com a avaliação de suas publicações científicas, conforme a metodologia utilizada pelo "Shanghai Jiao Tong University’s Institute of Higher Education".
| Posição | Nome                                                        | País           | Pontos | Tipo de instituição |
| ------- | ----------------------------------------------------------- | -------------- | ------ | ------------------- |
| 1       | Universidade Harvard                                        | Estados Unidos | 100.0  | Privada             |
| 2       | Universidade Stanford                                       | Estados Unidos | 76.5   | Privada             |
| 3       | Universidade de Cambridge                                   | Reino Unido    | 70.9   | Pública             |
| 4       | Instituto de Tecnologia de Massachussetes                   | Estados Unidos | 70.4   | Privada             |
| 5       | Universidade da Califórnia - Berkeley                       | Estados Unidos | 69.1   | Pública             |
| 6       | Universidade Princeton                                      | Estados Unidos | 61.1   | Privada             |
| 7       | Universidade de Oxford                                      | Reino Unido    | 60.1   | Pública             |
| 8       | Universidade Columbia                                       | Estados Unidos | 58.8   | Privada             |
| 9       | Instituto de Tecnologia da Califórnia                       | Estados Unidos | 57.3   | Privada             |
| 10      | Universidade de Chicago                                     | Estados Unidos | 53.9   | Privada             |
| 11      | Universidade Yale                                           | Estados Unidos | 52.8   | Privada             |
| 12      | Universidade da Califórnia - Los Angeles                    | Estados Unidos | 52.5   | Pública             |
| 13      | Universidade de Washington                                  | Estados Unidos | 50.3   | Pública             |
| 14      | Universidade Cornell                                        | Estados Unidos | 49.6   | Privada             |
| 15      | Universidade da Califórnia - San Diego                      | Estados Unidos | 49.5   | Pública             |
| 16      | Colégio Universitário de Londres                            | Reino Unido    | 47.1   | Pública             |
| 17      | Universidade da Pensilvânia                                 | Estados Unidos | 46.0   | Privada             |
| 18      | Universidade Johns Hopkins                                  | Estados Unidos | 45.7   | Privada             |
| 19      | Instituto Federal de Tecnologia de Zurique                  | Suíça          | 44.1   | Pública             |
| 20      | Universidade de Washington - St. Louis                      | Estados Unidos | 43.3   | Pública             |
| 21      | Universidade da Califórnia - San Francisco                  | Estados Unidos | 42.4   | Pública             |
| 22      | Universidade do Noroeste                                    | Estados Unidos | 41.9   | Privada             |
| 23      | Universidade de Toronto                                     | Canadá         | 41.6   | Pública             |
| 24      | Universidade de Tóquio                                      | Japão          | 41.5   | Pública             |
| 24      | Universidade de Michigan - Ann Arbor                        | Estados Unidos | 41.5   | Pública             |
| 26      | Universidade Duke                                           | Estados Unidos | 41.0   | Privada             |
| 27      | Colégio Imperial de Londres                                 | Reino Unido    | 40.9   | Pública             |
| 28      | Universidade do Wisconsin-Madison                           | Estados Unidos | 39.7   | Pública             |
| 29      | Universidade de Nova Iorque                                 | Estados Unidos | 38.6   | Privada             |
| 30      | Universidade de Copenhague                                  | Dinamarca      | 38.5   | Pública             |
| 31      | Universidade da Colúmbia Britânica                          | Canadá         | 37.7   | Pública             |
| 32      | Universidade de Edimburgo                                   | Reino Unido    | 37.0   | Pública             |
| 33      | Universidade da Carolina do Norte - Chapel Hill             | Estados Unidos | 36.9   | Pública             |
| 34      | Universidade de Minnesota - Twin Cities                     | Estados Unidos | 36.8   | Privada             |
| 35      | Universidade de Quioto                                      | Japão          | 36.7   | Pública             |
| 36      | Universidade Rockefeller                                    | Estados Unidos | 36.6   | Privada             |
| 37      | Universidade de Illinois em Urbana-Champaign                | Estados Unidos | 36.2   | Pública             |
| 38      | Universidade de Manchester                                  | Reino Unido    | 36.2   | Pública             |
| 39      | Universidade de Melbourne                                   | Austrália      | 35.9   | Pública             |
| 40      | Universidade Pierre e Marie Curie                           | França         | 35.5   | Pública             |
| 41      | Universidade Paris-Sul                                      | França         | 35.0   | Pública             |
| 42      | Universidade de Heidelberg Ruprecht Karl                    | Alemanha       | 34.8   | Pública             |
| 43      | Universidade do Colorado - Boulder                          | Estados Unidos | 34.7   | Pública             |
| 44      | Instituto Karolinska                                        | Suécia         | 33.3   | Pública             |
| 45      | Universidade da Califórnia - Santa Barbara                  | Estados Unidos | 33.2   | Pública             |
| 46      | Colégio do Rei de Londres                                   | Reino Unido    | 33.1   | Pública             |
| 47      | Universidade de Utrecht                                     | Países Baixos  | 33.0   | Pública             |
| 48      | Centro Médico do Sudoeste da Universidade do Texas - Dallas | Estados Unidos | 32.8   | Pública             |
| 48      | Universidade Tsinghua                                       | China          | 32.8   | Pública             |
| 50      | Universidade Técnica de Munique                             | Alemanha       | 32.7   | Pública             |
| 51      | Universidade do Texas - Austin                              | Estados Unidos | 32.5   | Pública             |
| 52      | Universidade Vanderbilt                                     | Estados Unidos | 32.0   | Privada             |
| 53      | Universidade de Maryland - College Park                     | Estados Unidos | 31.8   | Pública             |
| 54      | Universidade do Sul da Califórnia                           | Estados Unidos | 31.7   | Privada             |
| 55      | Universidade de Queensland                                  | Austrália      | 31.6   | Pública             |
| 56      | Universidade de Helsínquia                                  | Finlândia      | 31.5   | Pública             |
| 57      | Universidade Luís Maximiliano de Munique                    | Alemanha       | 31.4   | Pública             |
| 58      | Universidade de Zurique                                     | Suíça          | 31.3   | Pública             |
| 59      | Universidade de Groninga                                    | Países Baixos  | 31.1   | Pública             |
| 60      | Universidade de Genebra                                     | Suíça          | 31.0   | Pública             |
| 61      | Universidade de Bristol                                     | Reino Unido    | 30.1   | Pública             |
| 62      | Universidade de Oslo                                        | Noruega        | 29.9   | Pública             |
| 63      | Universidade de Uppsala                                     | Suécia         | 29.8   | Pública             |
| 64      | Universidade da Califórnia - Irvine                         | Estados Unidos | 29.4   | Pública             |
| 65      | Universidade de Aarhus                                      | Dinamarca      | 29.1   | Pública             |
| 66      | Universidade McMaster                                       | Canadá         | 29.0   | Pública             |
| 67      | Universidade McGill                                         | Canadá         | 28.9   | Pública             |
| 68      | Universidade de Pittsburgh                                  | Estados Unidos | 28.7   | Pública             |
| 69      | Escola Normal Superior de Paris                             | França         | 28.6   | Pública             |
| 69      | Universidade de Gante                                       | Países Baixos  | 28.6   | Pública             |
| 71      | Mayo Medical School                                         | Estados Unidos | 28.5   | Privada             |
| 71      | Universidade de Pequim                                      | China          | 28.5   | Pública             |
| 73      | Universidade Erasmo de Roterdã                              | Países Baixos  | 28.4   | Privada             |
| 74      | Universidade Rice                                           | Estados Unidos | 28.2   | Privada             |
| 74      | Universidade de Estocolmo                                   | Suécia         | 28.2   | Pública             |
| 76      | Escola Politécnica Federal de Lausana                       | Suíça          | 28.1   | Pública             |
| 77      | Universidade de Purdue - West Lafayette                     | Estados Unidos | 28.0   | Privada             |
| 78      | Universidade Monash                                         | Austrália      | 27.9   | Privada             |
| 79      | Universidade Rutgers                                        | Estados Unidos | 27.8   | Pública             |
| 80      | Universidade de Boston                                      | Estados Unidos | 27.7   | Privada             |
| 80      | Universidade Carnegie Mellon                                | Estados Unidos | 27.7   | Privada             |
| 80      | Universidade Estadual de Ohio - Columbus                    | Estados Unidos | 27.7   | Pública             |
| 83      | Universidade de Sydney                                      | Austrália      | 27.5   | Pública             |
| 84      | Universidade de Nagoia                                      | Japão          | 27.2   | Pública             |
| 85      | Instituto de Tecnologia da Geórgia                          | Estados Unidos | 27.1   | Pública             |
| 85      | Universidade Estadual da Pensilvânia - University Park      | Estados Unidos | 27.1   | Pública             |
| 85      | Universidade da Califórnia - Davis                          | Estados Unidos | 27.1   | Pública             |
| 88      | Universidade de Leida                                       | Países Baixos  | 27.0   | Pública             |
| 88      | Universidade da Flórida                                     | Estados Unidos | 27.0   | Pública             |
| 90      | Universidade Católica de Lovaina                            | Bélgica        | 26.9   | Privada             |
| 91      | Universidade da Austrália Ocidental                         | Austrália      | 26.8   | Pública             |
| 91      | Universidade Nacional de Singapura                          | Singapura      | 26.8   | Privada             |
| 93      | Universidade Estatal de Moscovo                             | Rússia         | 26.6   | Pública             |
| 93      | Instituto de Tecnologia de Israel                           | Israel         | 26.6   | Pública             |
| 95      | Universidade de Basileia                                    | Suíça          | 26.3   | Pública             |
| 95      | Universidade Jorge Augusto de Gotinga                       | Alemanha       | 26.3   | Pública             |
| 97      | Universidade Nacional Australiana                           | Austrália      | 26.1   | Pública             |
| 98      | Universidade da Califórnia - Santa Cruz                     | Estados Unidos | 26.0   | Pública             |
| 99      | Universidade de Cardife                                     | Reino Unido    | 25.9   | Pública             |
| 100     | Universidade do Arizona                                     | Estados Unidos | 25.9   | Pública             |

## Classificação doQS World University Rankings
A seguinte lista mostra as primeiras 100 universidades do planeta classificadas de acordo com a avaliação de suas publicações científicas, conforme a metodologia utilizada pelo "QS World University Rankings 2022".
| Pos. | Nome (Acrônimo)                                              | País           | Cidade           | Pontos |
| ---- | ------------------------------------------------------------ | -------------- | ---------------- | ------ |
| 1    | Instituto de Tecnologia de Massachusetts (MIT)               | Estados Unidos | Cambridge        | 100    |
| 2    | Universidade de Oxford                                       | Reino Unido    | Oxford           | 99.5   |
| 3    | Universidade de Cambridge                                    | Reino Unido    | Cambridge        | 98.7   |
| 3    | Universidade Stanford                                        | Estados Unidos | Palo Alto        | 98.7   |
| 5    | Universidade Harvard                                         | Estados Unidos | Cambridge        | 98     |
| 6    | Instituto de Tecnologia da Califórnia (CALTECH)              | Estados Unidos | Pasadena         | 97.4   |
| 7    | Colégio Imperial de Londres                                  | Reino Unido    | Londres          | 97.3   |
| 8    | Instituto Federal de Tecnologia de Zurique (ETH)             | Suíça          | Zurique          | 95.4   |
| 8    | Colégio Universitário de Londres (UCL)                       | Reino Unido    | Londres          | 95.4   |
| 10   | Universidade de Chicago (UChicago)                           | Estados Unidos | Chicago          | 94.5   |
| 11   | Universidade Nacional de Singapura (NUS)                     | Singapura      | Singapura        | 93.9   |
| 12   | Universidade Tecnológica de Nanyang (NTU)                    | Singapura      | Singapura        | 90.8   |
| 13   | Universidade da Pensilvânia (UPenn)                          | Estados Unidos | Filadélfia       | 90.7   |
| 14   | Escola Politécnica Federal de Lausana (EPFL)                 | Suíça          | Lausana          | 90.2   |
| 14   | Universidade Yale                                            | Estados Unidos | New Haven        | 90.2   |
| 16   | Universidade de Edimburgo                                    | Reino Unido    | Edimburgo        | 89.9   |
| 17   | Universidade Tsinghua (THU)                                  | China          | Pequim           | 89     |
| 18   | Universidade de Pequim                                       | China          | Pequim           | 88.8   |
| 19   | Universidade Columbia                                        | Estados Unidos | Nova Iorque      | 88.7   |
| 20   | Universidade Princeton                                       | Estados Unidos | Princeton        | 88.6   |
| 21   | Universidade Cornell                                         | Estados Unidos | Ithaca           | 88.3   |
| 22   | Universidade de Hong Kong (HKU)                              | Hong Kong      | Hong Kong        | 86.3   |
| 23   | Universidade de Tóquio                                       | Japão          | Tóquio           | 86.2   |
| 23   | Universidade de Michigan (UM)                                | Estados Unidos | Ann Arbor        | 86.2   |
| 25   | Universidade Johns Hopkins (JHU)                             | Estados Unidos | Baltimore        | 85.9   |
| 26   | Universidade de Toronto (UToronto)                           | Canadá         | Toronto          | 85.3   |
| 27   | Universidade McGill                                          | Canadá         | Montreal         | 84     |
| 27   | Universidade Nacional Australiana (ANU)                      | Austrália      | Camberra         | 84     |
| 27   | Universidade de Manchester                                   | Reino Unido    | Manchester       | 84     |
| 30   | Universidade do Noroeste                                     | Estados Unidos | Illinois         | 82.8   |
| 31   | Universidade Fudan                                           | China          | Xangai           | 82.6   |
| 32   | Universidade da Califórnia (UC Berkeley)                     | Estados Unidos | Berkeley         | 82.5   |
| 33   | Universidade de Quioto (KyotoU)                              | Japão          | Quioto           | 82.3   |
| 34   | Universidade de Ciência e Tecnologia de Hong Kong (HKUST)    | Hong Kong      | Hong Kong        | 82.2   |
| 35   | Colégio do Rei de Londres                                    | Reino Unido    | Londres          | 82     |
| 36   | Universidade Nacional de Seul (SNU)                          | Coreia do Sul  | Seul             | 81.7   |
| 37   | Universidade de Melbourne                                    | Austrália      | Melbourne        | 81.4   |
| 38   | Universidade de Sydney                                       | Austrália      | Sydney           | 80.4   |
| 39   | Universidade Chinesa de Hong Kong (CUHK)                     | Hong Kong      | Sha Tin          | 80.3   |
| 40   | Universidade da Califórnia (UCLA)                            | Estados Unidos | Los Angeles      | 79.7   |
| 41   | Instituto Avançado de Ciência e Tecnologia da Coréia (KAIST) | Coreia do Sul  | Daejeon          | 79.1   |
| 42   | Universidade de Nova Iorque (NYU)                            | Estados Unidos | Nova Iorque      | 78.9   |
| 43   | Universidade de Nova Gales do Sul (UNSW)                     | Austrália      | Kensington       | 77.7   |
| 44   | Universidade PSL                                             | França         | Paris            | 77.6   |
| 45   | Universidade de Zhejiang (ZJU)                               | China          | Hangzhou         | 77.4   |
| 46   | Universidade da Colúmbia Britânica (UBC)                     | Canadá         | Vancouver        | 77.1   |
| 47   | Universidade de Queensland (UQ)                              | Austrália      | Queensland       | 76.6   |
| 48   | Universidade da Califórnia (UCSD)                            | Estados Unidos | San Diego        | 76.1   |
| 50   | Instituto Politécnico de Paris                               | França         | Paris            | 75.9   |
| 50   | Escola de Economia e Ciência Política de Londres (LSE)       | Reino Unido    | Londres          | 75.9   |
| 52   | Universidade Jiao Tong de Xangai (SJTU)                      | China          | Xangai           | 75.6   |
| 52   | Universidade Técnica de Munique (TUM)                        | Alemanha       | Munique          | 75.6   |
| 53   | Universidade Duke                                            | Estados Unidos | Durham           | 75.2   |
| 54   | Universidade Carnegie Mellon                                 | Estados Unidos | Pittsburgh       | 74.6   |
| 54   | Universidade da Cidade de Hong Kong (CityU)                  | Hong Kong      | Hong Kong        | 74.6   |
| 56   | Universidade de Amsterdã (UvA)                               | Países Baixos  | Amsterdã         | 73.8   |
| 57   | Instituto de Tecnologia de Tóquio (Tokyo Tech)               | Japão          | Tóquio           | 73.5   |
| 58   | Universidade Técnica de Delft                                | Países Baixos  | Delft            | 73.1   |
| 59   | Universidade Monash                                          | Austrália      | Victoria         | 72.2   |
| 60   | Universidade Brown                                           | Estados Unidos | Princeton        | 71.3   |
| 61   | Universidade de Warwick                                      | Reino Unido    | Coventry         | 71.2   |
| 62   | Universidade de Bristol                                      | Reino Unido    | Bristol          | 71     |
| 63   | Universidade de Heidelberg Ruprecht Karl                     | Alemanha       | Heidelberg       | 70.8   |
| 64   | Universidade Luís Maximiliano de Munique (LMU)               | Alemanha       | Munique          | 70.1   |
| 65   | Universidade de Malaya                                       | Malásia        | Kuala Lumpur     | 69.8   |
| 66   | Universidade Politécnica de Hong Kong (PolyU)                | Hong Kong      | Hong Kong        | 69.1   |
| 67   | Universidade do Texas (UT System)                            | Estados Unidos | Austin           | 68.4   |
| 68   | Universidade Nacional de Taiwan (NTU)                        | Taiwan         | Taiwan           | 68.2   |
| 69   | Universidade de Buenos Aires (UBA)                           | Argentina      | Buenos Aires     | 67.9   |
| 70   | Universidade Católica de Leuven (KU Leuven)                  | Bélgica        | Lovaina          | 67.2   |
| 70   | Universidade de Zurique                                      | Suíça          | Zurique          | 67.2   |
| 72   | Universidade Sorbonne                                        | França         | Paris            | 67.1   |
| 73   | Universidade de Glasgow                                      | Reino Unido    | Glasgow          | 66.8   |
| 74   | Universidade da Coreia (KU)                                  | Coreia do Sul  | Seul             | 66.3   |
| 75   | Universidade de Osaka                                        | Japão          | Osaka            | 66.2   |
| 75   | Universidade de Wisconsin-Madison (UW Madison)               | Estados Unidos | Madison          | 66.2   |
| 77   | Universidade de Southampton                                  | Reino Unido    | Southampton      | 65.7   |
| 78   | Universidade Estatal de Moscovo                              | Rússia         | Moscou           | 65.6   |
| 79   | Universidade de Copenhague                                   | Dinamarca      | Copenhague       | 65.5   |
| 79   | Universidade Yonsei                                          | Coreia do Sul  | Seul             | 65.5   |
| 81   | Universidade de Ciência e Tecnologia de Pohang (POSTECH)     | Coreia do Sul  | Pohang           | 65.4   |
| 82   | Universidade de Durham                                       | Reino Unido    | Durham           | 65.2   |
| 82   | Universidade de Tohoku                                       | Japão          | Tohoku           | 65.2   |
| 82   | Universidade de Illinois em Urbana-Champaign (UIUC)          | Estados Unidos | Urbana Champaign | 65.2   |
| 85   | Universidade de Auckland                                     | Nova Zelândia  | Auckland         | 65     |
| 85   | Universidade de Washington (UW)                              | Estados Unidos | Seattle          | 65     |
| 86   | Universidade Paris-Saclay (UPS)                              | França         | Paris            | 64.9   |
| 87   | Universidade de Lund                                         | Suécia         | Lund             | 63.8   |
| 88   | Instituto de Tecnologia da Geórgia (Georgia Tech)            | Estados Unidos | Atlanta          | 63.5   |
| 89   | Instituto Real de Tecnologia (KTH)                           | Suécia         | Estocolmo        | 63.2   |
| 90   | Universidade de Birmingham                                   | Reino Unido    | Birmingham       | 62.9   |
| 91   | Universidade de St. Andrews                                  | Reino Unido    | St. Andrews      | 62.8   |
| 92   | Universidade de Leeds                                        | Reino Unido    | Leeds            | 62.6   |
| 93   | Universidade da Austrália Ocidental (UWA)                    | Austrália      | Perth            | 62.5   |
| 94   | Universidade Rice                                            | Estados Unidos | Houston          | 62.3   |
| 95   | Universidade de Sheffield                                    | Reino Unido    | Sheffield        | 61.6   |
| 96   | Universidade Estadual da Pensilvânia (Penn State)            | Estados Unidos | State College    | 61.5   |
| 97   | Universidade Sungkyunkwan                                    | Coreia do Sul  | Seul             | 60.5   |
| 98   | Universidade de Ciência e Tecnologia da China (USTC)         | China          | Hefei            | 60.1   |
| 99   | Universidade Técnica da Dinamarca                            | Dinamarca      | Copenhague       | 59.9   |
| 100  | Universidade da Carolina do Norte (UNC Chapel Hill)          | Estados Unidos | Chapel Hill      | 59.6   |

### Top 10: Brasil
A lista seguinte mostra as 10 melhores universidades do Brasil segundo o ranking "QS World University Rankings 2022".
| Pos. | Nome (Acrônimo)                                              | Estado            | Cidade         | Pontos (colocação) |
| ---- | ------------------------------------------------------------ | ----------------- | -------------- | ------------------ |
| 1    | Universidade de São Paulo (USP)                              | São Paulo         | São Paulo      | 55.9 (121)         |
| 2    | Universidade Estadual de Campinas (Unicamp)                  | São Paulo         | Campinas       | 41.3 (219)         |
| 3    | Universidade Federal do Rio de Janeiro (UFRJ)                | Rio de Janeiro    | Rio de Janeiro | 30.3 (369)         |
| 4    | Universidade Federal de São Paulo (UNIFESP)                  | São Paulo         | São Paulo      | 26.7 (434)         |
| 5    | Universidade Estadual Paulista (Unesp)                       | São Paulo         | São Paulo      | 24.2 (492)         |
| 6    | Pontifícia Universidade Católica do Rio de Janeiro (PUC Rio) | Rio de Janeiro    | Rio de Janeiro | 651—700            |
| 6    | Universidade Federal de Minas Gerais (UFMG)                  | Minas Gerais      | Belo Horizonte | 651—700            |
| 8    | Universidade Federal do Rio Grande do Sul (UFRGS)            | Rio Grande do Sul | Porto Alegre   | 751—800            |
| 9    | Pontifícia Universidade Católica de São Paulo (PUC-SP)       | São Paulo         | São Paulo      | 801—1000           |
| 9    | Universidade Federal de Pernambuco (UFPE)                    | Pernambuco        | Recife         | 801—1000           |
| 9    | Universidade Federal de Santa Catarina (UFSC)                | Santa Catarina    | Florianópolis  | 801—1000           |
| 9    | Universidade Federal de São Carlos (UFSCar)                  | São Paulo         | São Carlos     | 801—1000           |
| 9    | Universidade Federal do Paraná (UFPR)                        | Paraná            | Curitiba       | 801—1000           |
| 9    | Universidade de Brasília (UnB)                               | Distrito Federal  | Brasília       | 801—1000           |

### Top 10: América Latina
A lista seguinte mostra as 10 melhores universidades da América Latina segundo o ranking "QS University Rankings: Latin America 2022".
| Pos. | Nome (Acrônimo)                                     | País      | Cidade           | Pontos     |
| ---- | --------------------------------------------------- | --------- | ---------------- | ---------- |
| 1    | Universidade de Buenos Aires (UBA)                  | Argentina | Buenos Aires     | 67.9 (69)  |
| 2    | Universidade Nacional Autónoma de México (UNAM)     | México    | Cidade do México | 58.3 (105) |
| 3    | Universidade de São Paulo (USP)                     | Brasil    | São Paulo        | 55.9 (121) |
| 4    | Pontifícia Universidade Católica do Chile (PUC)     | Chile     | Santiago         | 53.6 (135) |
| 5    | Instituto Tecnológico de Monterrey (ITESM)          | México    | Monterrey        | 48.2 (161) |
| 6    | Universidade do Chile                               | Chile     | Santiago         | 46 (183)   |
| 7    | Universidade Estadual de Campinas (Unicamp)         | Brasil    | Campinas         | 41.3 (219) |
| 8    | Universidade dos Andes                              | Colômbia  | Bogotá           | 39.6 (236) |
| 9    | Universidade Nacional da Colômbia (UNAL)            | Colômbia  | Bogotá           | 37.6 (258) |
| 10   | Pontifícia Universidade Católica da Argentina (UCA) | Argentina | Buenos Aires     | 32.9 (322) |

### Top 10: Universidades lusófonas
A lista seguinte mostra as 10 melhores universidades lusófonas segundo o ranking "QS World University Rankings 2022".
| Pos. | Nome (Acrônimo)                               | País     | Cidade         | Pontos (colocação) |
| ---- | --------------------------------------------- | -------- | -------------- | ------------------ |
| 1    | Universidade de São Paulo (USP)               | Brasil   | São Paulo      | 55.9 (121)         |
| 2    | Universidade Estadual de Campinas (Unicamp)   | Brasil   | Campinas       | 41.3 (219)         |
| 3    | Universidade do Porto (U.Porto)               | Portugal | Porto          | 34.9 (295)         |
| 4    | Universidade de Macau (UM)                    | Macau    | Taipa          | 32.9 (322)         |
| 5    | Universidade de Lisboa (ULisboa)              | Portugal | Lisboa         | 31 (356)           |
| 6    | Universidade Federal do Rio de Janeiro (UFRJ) | Brasil   | Rio de Janeiro | 30.3 (369)         |
| 7    | Universidade Nova de Lisboa (NOVA)            | Portugal | Lisboa         | 26.8 (431)         |
| 8    | Universidade Federal de São Paulo (UNIFESP)   | Brasil   | São Paulo      | 26.7 (434)         |
| 9    | Universidade de Coimbra (UC)                  | Portugal | Coimbra        | 25.7 (455)         |
| 10   | Universidade Estadual Paulista (Unesp)        | Brasil   | São Paulo      | 24.2 (492)         |

## Classificação da World Ranking Universities
A distribuição das melhores universidades do mundo por país em função dos critérios ditos anteriormente seria da seguinte maneira:
| Posto | Países                     | N.º de universidades no Top 800 |
| ----- | -------------------------- | ------------------------------- |
| 1     | Estados Unidos             | 230                             |
| 2     | Reino Unido                | 165                             |
| 3     | Alemanha                   | 55                              |
| 4     | Canadá                     | 44                              |
| 5     | Japão                      | 37                              |
| 6     | Itália                     | 28                              |
| 7     | Austrália                  | 26                              |
| 8     | França                     | 25                              |
| 9     | Espanha                    | 23                              |
| 10    | República Popular da China | 20                              |
| 11    | Países Baixos              | 18                              |
| 12    | Suécia                     | 17                              |
| 13    | Suíça                      | 11                              |
| 14    | Finlândia                  | 8                               |
| 15    | Nova Zelândia              | 11                              |
| 16    | Áustria                    | 8                               |
| 17    | Coreia do Sul              | 8                               |
| 18    | Bélgica                    | 7                               |
| 19    | Israel                     | 7                               |
| 20    | Noruega                    | 7                               |
| 21    | Dinamarca                  | 6                               |
| 22    | Brasil                     | 5                               |
| 23    | República da Irlanda       | 4                               |
| 24    | África do Sul              | 4                               |
| 25    | Taiwan                     | 4                               |
| 26    | Portugal                   | 4                               |
| 27    | México                     | 3                               |
| 28    | Rússia                     | 2                               |
| 29    | Grécia                     | 2                               |
| 30    | Hungria                    | 2                               |
| 31    | Polônia                    | 2                               |
| 32    | Índia                      | 2                               |
| 33    | Argentina                  | 1                               |
| 34    | Chile                      | 1                               |
| 35    | Egito                      | 1                               |